# Santa Margarida de Sacot
Santa Margarida de Sacot és una ermita romànica al municipi de Santa Pau, a la comarca catalana de la Garrotxa. És un monument inventariat a l'Inventari del Patrimoni Arquitectònic de Catalunya.

## Descripció

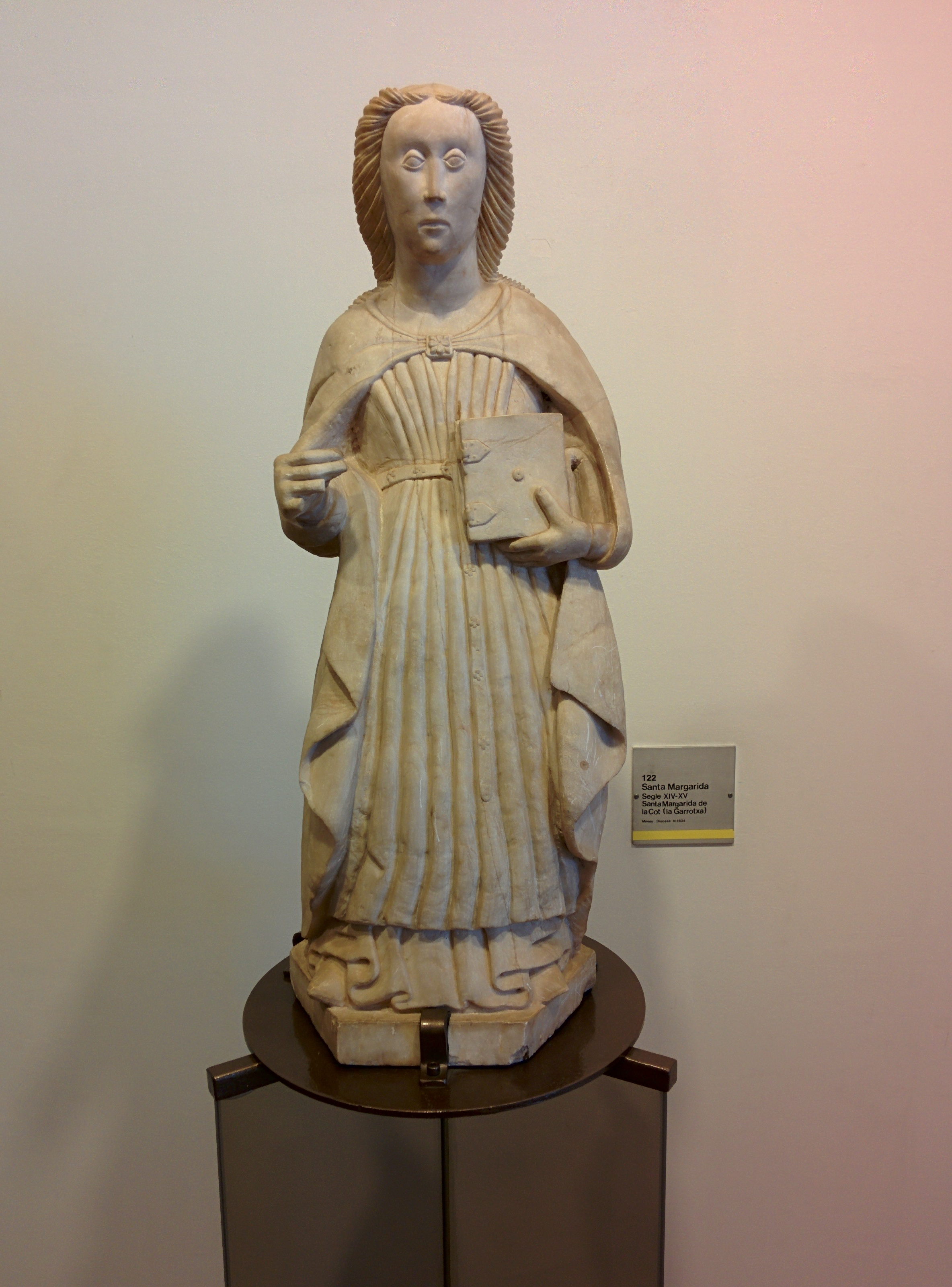
Imatge original de la Santa de l'ermita al Museu d'Art de Girona (s.XIV-XV)

L'ermita de Santa Margarida és al fons del cràter del volcà de Santa Margarida. Originàriament era d'estil romànic, però fou destruïda pels moviments sísmics dels anys 1427-1428 (veure Terratrèmol de Catalunya de 1428). Va ser reedificada l'any 1865. És un senzill temple d'una sola nau i carreus ben escairats. Fa un parell d'anys va ser restaurada i netejada després de molts anys d'abandó i mals tractes. Les visites pastorals efectuades a la parròquia de la Cot, a la qual pertany, en poquíssimes ocasions foren portades a terme pel mateix prelat; en d'altres Santa Margarida fou ignorada.

## Història

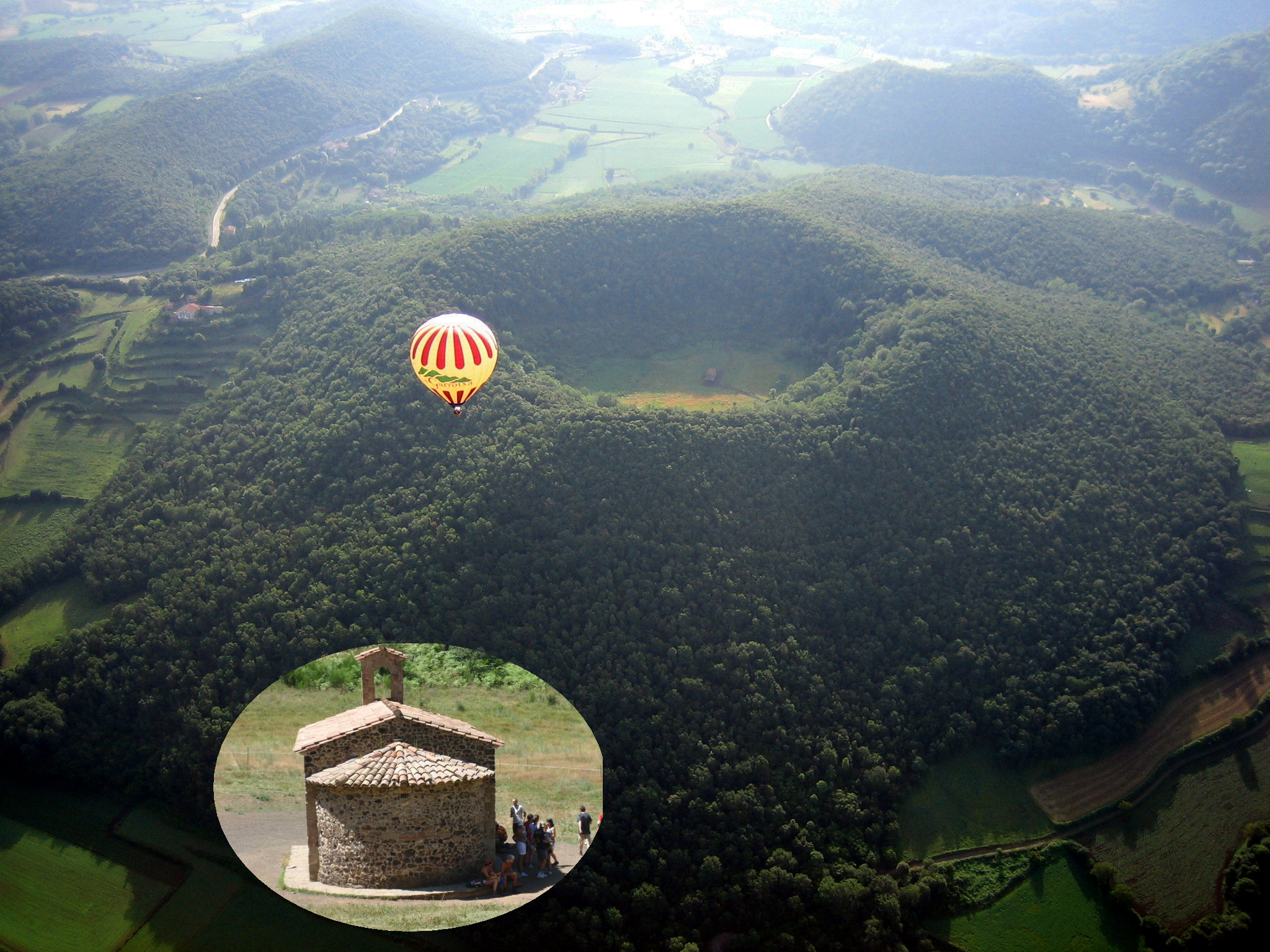
Santa Margarida de Sacot i el volcà

Si volem donar crèdit al contingut dels goigs a llaor de la Santa, l'origen del seu culte fou la troballa de la seva imatge al mateix cràter del volcà. La primera notícia històrica de Santa Margarida de la Cot data de 1403 quan Bernat de Ça Terrada, el 16 de maig de dit any, fa testament deixant 10 sous a favor de l'obra de la capella de Santa Margarida. Cal dir que aquestes no eren les obres de construcció del temple, que segurament data de finals del segle xii, sinó que es devia referir a una altra mena d'obres. Al segle xix la capella fou quasi bastida de nou. Segons Monsalvatje, sembla que la imatge de la Santa, tallada amb alabastre, fou salvada del cataclisme produït pels moviments sísmics, de manera que, abans de la contesa civil de 1936, encara hom la podia contemplar a la capella. Salvada també de la destrucció de la guerra civil, se'n feu una reproducció per tal de venerar-la a la capella, i l'autèntica està dipositada al Museu Diocesà de Girona.